# Regular-Irregular
Regular-Irregular (promovido como NCT #127 Regular-Irregular) é o primeiro álbum de estúdio do grupo masculino NCT 127, a segunda subunidade do grupo sul-coreano NCT. Foi lançado pela SM Entertainment em 12 de outubro de 2018 e distribuído pela IRIVER. Este é o primeiro grande lançamento coreano em um ano e quatro meses pelo NCT 127 desde seu EP Cherry Bomb, que foi lançado em junho de 2017. O álbum marca o primeiro lançamento do NCT 127 como um grupo de dez membros, desde a adição de Jungwoo em setembro de 2018.
Após a sua liberação, Regular-Irregular obteve sucesso comercial na Coreia do Sul estreando no topo da Gaon Album Chart e se tornou um dos poucos lançamentos a ficar mais de uma semana no primeiro lugar em 2018. O álbum vendeu mais de 273 mil cópias em seu primeiro mês de lançamento, apenas na Coreia do Sul.

## Antecedentes e lançamento
Em 17 de setembro de 2018, um vídeo teaser foi lançado na conta oficial no Twitter do grupo, com flashes das palavras "regular" e "irregular", bem como um novo logotipo para o NCT 127. Mais tarde naquele dia, a SM Entertainment anunciou a adição de Jungwoo ao grupo e que o NCT 127 lançaria seu primeiro álbum completo, intitulado Regular-Irregular, em 12 de outubro. Após o anúncio, o NCT 127 entrou no Social 50 da Billboard no número cinco da semana de 29 de setembro. Teasers de fotos e vídeos foram lançados de 18 de setembro a 11 de outubro.
Em 8 de outubro, o NCT 127 lançou o vídeo musical da versão em inglês do single "Regular", que marca a primeira música em inglês do grupo. O vídeo musical da versão coreana do single foi lançado em 11 de outubro de 2018. O álbum foi lançado no dia seguinte.

## Composição
O tema do álbum gira em torno da realidade da exploração e dos sonhos. O álbum incorpora vários gêneros; como pop, dance, R&B, balada e hip hop.
"Regular" é descrita como uma faixa de dança de alta energia com vibrações latinas sensuais que incorpora letras em espanhol. Billboard notou que ao contrário de muitas músicas coreanas relançadas por bandas de K-pop em outros idiomas, a versão em inglês de "Regular" se diferencia da versão coreana pelo conteúdo de suas letras. A versão coreana aborda seu estado atual como um grupo tentando fazer o seu caminho no mundo, em contraste com a arrogância esperançosa e orientada por objetivos expressa na alternativa inglesa. Enquanto ambas as versões se concentram em dinheiro, a coreana aborda a realidade do seu mundo versus o estilo de vida luxuoso expresso na versão em inglês.
Sobre a suposta ligação entre a terceira faixa do álbum "Replay (PM 01:27)" e a canção "Back 2 U (AM 01:27)", do EP Limitless (2017) Taeyong declarou: "Então, essas duas músicas não são necessariamente relacionadas, mas "Back 2 U" é uma canção triste que é boa para ouvir durante as madrugadas, por volta de 1:27, como diz o título da música. "Replay" é uma música com um ritmo mais rápido, tornando-se uma faixa da tarde agradável, para ouvir em torno de 1:27 da tarde. As letras de "Replay" são sobre relembrar os bons e velhos tempos." O álbum segue com as vibrações suaves de R&B de "Knock On" com seus vocais exuberantes, que por sua vez são seguidos pela balada "No Longer". O álbum é então dividido pela mudança sonora de seu "Interlude".
A sexta faixa, "Interlude: Regular to Irregular" contém a música usada no vídeo "NCT 2018 Yearbook #1", bem como uma versão rearranjada de uma futura composição de baixo (intitulado "The 7th Sense - Reverse"), do músico de música eletrônica coreano Hitchhiker que foi realizado pela subunidade no Mnet Asian Music Awards de 2017. A faixa também contém narrações feitas em coreano (pelo novo membro Jungwoo), japonês (por Yuta) e Mandarin (por Winwin), bem como um verso do poema do escritor americano Edgar Allan Poe de 1849 "A Dream Within a Dream" narrado pelo membro Johnny. A oitava faixa, "Come Back" , é uma versão em coreano da faixa originalmente lançada em japonês no EP Chain de sua estréia no Japão. A faixa bônus, "Run Back 2 U", é a versão completa de uma música demo (originalmente intitulada "Bassbot") que a subunidade apresentou quando a maioria dos membros ainda fazia parte do projeto SM Rookies em 2015.

## Promoção
NCT 127 começou as promoções para o álbum nos EUA com promoções de televisão e uma parceria com a Apple Music. O grupo apresentou seu single "Regular" no palco da série de concertos ao ar livre do Jimmy Kimmel Live! em 8 de outubro de 2018, marcando sua estréia na televisão dos EUA; bem como no especial de televisão Mickey's 90th Spectacular, transmitido pela ABC no dia 4 de novembro. O grupo também confirmou sua participação no American Music Awards de 2018, realizado em 9 de outubro.
O NCT 127 também foi anunciado como Artista Up Next da Apple Music; onde foi apresentado em plataformas baseadas na Apple, incluindo um curta-metragem explorando a banda e sua música (em 9 de outubro), um vídeo de coreografia exclusivo da Apple Music (em 12 de outubro) e uma entrevista no Beats 1.

## Recepção da crítica
Em uma análise positiva, Tamar Herman para a Billboard elogiou o álbum por mostrar o talento artístico e a habilidade do grupo por meio de sua diversidade de sons e abordagem experimental em relação ao conceito de um álbum, ajudando a solidificar seu estilo.

## Lista de faixas
Créditos adaptados da página do álbum no Naver Music.
| N.º            | Título                            | Letras                                | Música                                                                                         | Arranjo                   | Duração |  |
| 1.             | "지금 우리 (City 127)"            | JQ Moon Hee-yeon Taeyong Mark         | Jonathan Yip Jeremy Reeves Ray Romulus Ray McCullough Micah Powell Clarence Coffee Jr. Taeyong | The Stereotypes           | 3:19    |  |
| 2.             | "Regular" (Versão em coreano)     | Coogie Tommy $trate Taeyong Mark      | Mike Daley Mitchell Owens Wilbart 'Vedo' McCoy III George Kranz Yoo Young-jin                  | Mike Daley Mitchell Owens | 3:37    |  |
| 3.             | "Replay (PM 01:27)"               | Bang Hye-hyun                         | LDN Noise Varren Wade                                                                          | LDN Noise                 | 3:39    |  |
| 4.             | "Knock On"                        | Zaya Kim Min-ji                       | MZMC J. Roston                                                                                 | MZMC DeCapo Music Group   | 3:25    |  |
| 5.             | "나의 모든 순간 (No Longer)"      | Hwang Hyun                            | Andreas Oberg Simon Petren Gustav Karlstrom Onesta eSNa                                        | Simon Petren              | 4:57    |  |
| 6.             | "Interlude: Regular to Irregular" |                                       | Kim Kyung-min Hitchhiker                                                                       | Hitchhiker                | 3:10    |  |
| 7.             | "내 Van (My Van)"                 | Taeyong Mark Kim Dong-hyun            | Kim Dong-hyun 250                                                                              | 250                       | 3:26    |  |
| 8.             | "악몽 (Come Back)"                | Bong Eunyoung Ryu Dasom Taeyong Mark  | Mike Daley Mitchell Owens Michael Jiminez Deez MZMC Tay Jasper                                 | Mike Daley                | 3:25    |  |
| 9.             | "신기루 (Fly Away with Me)"       | Kang Eun-jung Hwang Yoo-bin           | Jenna Andrews Dylan Pace-Rodriguez Rory Andrew Francesco Yates                                 | Dillon Pace               | 3:32    |  |
| 10.            | "Regular" (Versão em inglês)      | Wilbart 'Vedo' McCoy III Taeyong Mark | Mike Daley Mitchell Owens Wilbart 'Vedo' McCoy III George Kranz Yoo Young-jin                  | Mike Daley Mitchell Owens | 3:39    |  |
| 11.            | "Run Back 2 U" (Faixa bonûs)      | Kim Min-seok Double Dragon            | Donald "haZEL" Sales Double Dragon                                                             | Double Dragon             | 3:39    |  |
| Duração total: | Duração total:                    | Duração total:                        | Duração total:                                                                                 | Duração total:            | 40:02   |  |

## Paradas musicais
| Chart (2018)                            | Melhores posições |
| --------------------------------------- | ----------------- |
| Australian Digital Albums (ARIA)        | 19                |
| French Download Albums (SNEP)           | 43                |
| Japanese Weekly Albums (Oricon)         | 6                 |
| Japanese Weekly Digital Albums (Oricon) | 5                 |
| South Korean Albums (Gaon)              | 1                 |
| UK Download Albums (OCC)                | 42                |
| US Billboard 200 (Billboard)            | 86                |
| US Independent Albums (Billboard)       | 5                 |
| US World Albums (Billboard)             | 2                 |

## Histórico de lançamento
| Região         | Data                  | Formato(s)                    | Gravadora(s)            | Edição         | Ref.   |
| -------------- | --------------------- | ----------------------------- | ----------------------- | -------------- | ------ |
| Mundialmente   | 12 de outubro de 2018 | Download digital Streaming    | SM Entertainment        | Padrão         | [ 1 ]  |
| Coreia do Sul  | 12 de outubro de 2018 | CD Download digital Streaming | SM Entertainment IRIVER | Padrão         | [ 32 ] |
| Austrália      | 12 de outubro de 2018 | CD                            | SM Entertainment        | Regular ver.   | [ 33 ] |
| Estados Unidos | 12 de outubro de 2018 | CD                            | SM Entertainment        | Regular ver.   | [ 34 ] |
| Estados Unidos | 12 de outubro de 2018 | CD                            | SM Entertainment        | Irregular ver. | [ 35 ] |
| Japão          | 12 de outubro de 2018 | Download digital Streaming    | SM Entertainment        | Padrão         | [ 36 ] |
| Japão          | 17 de outubro de 2018 | CD                            | SM Entertainment        | Regular ver.   | [ 37 ] |
| Japão          | 17 de outubro de 2018 | CD                            | SM Entertainment        | Irregular ver. | [ 38 ] |
| Austrália      | 22 de outubro de 2018 | CD                            | SM Entertainment        | Irregular ver. | [ 39 ] |